# Mourioche
Le Mourioche, voleur et malicieux, est un esprit diablotin, cornu et bossu, affublé d'un habit de bouffon. Il a le pouvoir d’invisibilité, ce qui est très pratique pour jouer des tours. Il vit généralement dans les bois, mais se rapproche de la chaleur des maisons quand vient la morte saison.

## La Légende de Beauchêne
Mourioche est aussi le monstre, une sorte de loup-garou, qui, au onzième siècle, vivait dans l'étang du château de Beauchêne, en Langrolay, et se nourrissait des enfants qui avaient le malheur de se trouver dehors après la tombée de la nuit. Il fut tué au cours d'un combat épique par Jehan, le jeune seigneur de Beauchêne, qui, tandis que tous les seigneurs de la région étaient partis en croisade pour conquérir le tombeau du Christ, était resté auprès de la jeune épouse. Jehan périt également au cours du combat, et retrouva ainsi son honneur. Sa jeune femme, Hermangarde, put alors écrire sur le livre d'or de famille. Jehan, seigneur de Beauchêne, Langrolay et autres lieux, mort en combattant.
Cette légende est rapportée par Jules Haize qui précise que La Mourioche est aussi la Dame blanche qui apparaît sur la tour des Ebihens, en face de Saint-Jacut.